# 外資金庫
外資金庫（がいしきんこ）とは、中国大陸その他の日本占領地において軍事費の調達を行う目的で1945年（昭和20年）に外資金庫法（法律第2号）により作られた特殊法人。

## 概要
資本金は総て政府支出のもので、規定では総額5千万円であったが実際には1千万円しか振り込まれなかった。
理事長は大蔵次官、理事は大蔵省の主計局長・外資局長や日本銀行・横浜正金銀行・朝鮮銀行・南方開発金庫の代表者が名を連ね、本店を大蔵省外資局内に置くとされた。その趣旨は、中国大陸その他の日本占領地において軍事費の支払いを行う際に予算の金額では現地のインフレーションに対応できないため、その差額を外資金庫が横浜正金銀行・朝鮮銀行・南方開発金庫との間の預け合いで生み出した資金で支払うものである。したがって、専属の職員も事務所も存在しない、いわば帳簿上の存在であった。最終的な調達額は5000億円にのぼったが、対外債務というべきものについてはポツダム宣言受諾の直前に横浜正金銀行が金塊を売却して決済している。
1945年8月の第二次世界大戦終戦により存在意義を喪失。
同年9月30日、GHQは日本政府に対し「植民地銀行、外国銀行及び特別戦時機関の閉鎖」に関する覚書を交付。この覚書に基づき、外資金庫の即時閉鎖が決定された。1947年（昭和22年）に改めて閉鎖機関に指定された。

## 文献情報
- 大蔵省百年史＞第1節＞第4章 太平洋戦争と大蔵省